# Nirruselkä
Nirruselkä är en kulle i Finland. Den ligger i Enare kommun och landskapet Lappland, i den norra delen av landet, 900 km norr om huvudstaden Helsingfors. Toppen på Nirruselkä är 340 meter över havet.
Terrängen runt Nirruselkä är huvudsakligen platt. Trakten runt Nirruselkä är nära nog obefolkad, med mindre än två invånare per kvadratkilometer.